# Walter Raleigh
Sir Walter Raleigh (oko 1552. – 1618.) engleski pomorac i pjesnik; vođa ekspedicija u Sjevernu Ameriku 1584. – 89. (osnovao koloniju Virginiju) i Gvajanu; lažno optužen za veleizdaju i pogubljen. Autor "Povijesti svijeta".

## Vanjske poveznice
- Djela Waltera Raleigha na Projektu Gutenberg